# Ibapah Peak
Ibapah Peak je s nadmořskou výškou 3 684 metrů nejvyšší horou pohoří Deep Creek Range a současně pátým nejvyšším vrcholem státu Utah s prominencí vyšší než 500 metrů. Ibapak Peak leží v Juab County, na západě Utahu.